# Mistrovství Evropy v judu 2015 – muži – těžká váha (+100 kg)
Zápasy v judu na I. Evropský hrách / mistrovství Evropy v kategorii těžkých vah mužů proběhly v Baku, 27. června 2015.

## Finále
| finále          |                 |
| --------------- | --------------- |
| Adam Okruašvili | Adam Okruašvili |
| Ori Sason       | Adam Okruašvili |

## Opravy / O bronz
Poražení čtvrtfinalisté se utkávají mezi sebou v opravách. Vítězové oprav následně vyzvou poražené semifinalisty v boji o bronzovou medaili.
| opravy           | o bronz            |              |
| ---------------- | ------------------ | ------------ |
| André Breitbarth | Levan Matiašvili   | Renat Saidov |
| Levan Matiašvili | Levan Matiašvili   | Renat Saidov |
|                  | Renat Saidov       | Renat Saidov |
| Jakiv Chammo     | Jakiv Chammo       | Jakiv Chammo |
| Roy Meyer        | Jakiv Chammo       | Jakiv Chammo |
|                  | Marius Paškevičius | Jakiv Chammo |

## Pavouk
|   | 1/32                 | 1/16                 | čtvrtfinále        | semifinále         | finále          |
| - | -------------------- | -------------------- | ------------------ | ------------------ | --------------- |
| A | volný los            | Barna Bor            | Marius Paškevičius | Marius Paškevičius | Adam Okruašvili |
| A | volný los            | Barna Bor            | Marius Paškevičius | Marius Paškevičius | Adam Okruašvili |
| A | Harun Sadiković      | Marius Paškevičius   | Marius Paškevičius | Marius Paškevičius | Adam Okruašvili |
| A | Marius Paškevičius   | Marius Paškevičius   | Marius Paškevičius | Marius Paškevičius | Adam Okruašvili |
| A | volný los            | André Breitbarth     | André Breitbarth   | Marius Paškevičius | Adam Okruašvili |
| A | volný los            | André Breitbarth     | André Breitbarth   | Marius Paškevičius | Adam Okruašvili |
| A | Artur Nikiforenko    | Oleksandr Hordijenko | André Breitbarth   | Marius Paškevičius | Adam Okruašvili |
| A | Oleksandr Hordijenko | Oleksandr Hordijenko | André Breitbarth   | Marius Paškevičius | Adam Okruašvili |
| B | volný los            | Adam Okruašvili      | Adam Okruašvili    | Adam Okruašvili    | Adam Okruašvili |
| B | volný los            | Adam Okruašvili      | Adam Okruašvili    | Adam Okruašvili    | Adam Okruašvili |
| B | David Fernández      | Maciej Sarnacki      | Adam Okruašvili    | Adam Okruašvili    | Adam Okruašvili |
| B | Maciej Sarnacki      | Maciej Sarnacki      | Adam Okruašvili    | Adam Okruašvili    | Adam Okruašvili |
| B | volný los            | Levan Matiašvili     | Levan Matiašvili   | Adam Okruašvili    | Adam Okruašvili |
| B | volný los            | Levan Matiašvili     | Levan Matiašvili   | Adam Okruašvili    | Adam Okruašvili |
| B | Ušangi Kokauri       | Ušangi Kokauri       | Levan Matiašvili   | Adam Okruašvili    | Adam Okruašvili |
| B | Matjaž Ceraj         | Ušangi Kokauri       | Levan Matiašvili   | Adam Okruašvili    | Adam Okruašvili |
| C | volný los            | Renat Saidov         | Renat Saidov       | Renat Saidov       | Ori Sason       |
| C | volný los            | Renat Saidov         | Renat Saidov       | Renat Saidov       | Ori Sason       |
| C | Burak Serbest        | Božidar Božinić      | Renat Saidov       | Renat Saidov       | Ori Sason       |
| C | Božidar Božinić      | Božidar Božinić      | Renat Saidov       | Renat Saidov       | Ori Sason       |
| C | volný los            | Vlăduț Simionescu    | Jakiv Chammo       | Renat Saidov       | Ori Sason       |
| C | volný los            | Vlăduț Simionescu    | Jakiv Chammo       | Renat Saidov       | Ori Sason       |
| C | Benjamin Harmegnies  | Jakiv Chammo         | Jakiv Chammo       | Renat Saidov       | Ori Sason       |
| C | Jakiv Chammo         | Jakiv Chammo         | Jakiv Chammo       | Renat Saidov       | Ori Sason       |
| D | volný los            | Roy Meyer            | Roy Meyer          | Ori Sason          | Ori Sason       |
| D | volný los            | Roy Meyer            | Roy Meyer          | Ori Sason          | Ori Sason       |
| D | Daniel Allerstorfer  | Juhan Mettis         | Roy Meyer          | Ori Sason          | Ori Sason       |
| D | Juhan Mettis         | Juhan Mettis         | Roy Meyer          | Ori Sason          | Ori Sason       |
| D | volný los            | Daniel Natea         | Ori Sason          | Ori Sason          | Ori Sason       |
| D | volný los            | Daniel Natea         | Ori Sason          | Ori Sason          | Ori Sason       |
| D | Michal Horák         | Ori Sason            | Ori Sason          | Ori Sason          | Ori Sason       |
| D | Ori Sason            | Ori Sason            | Ori Sason          | Ori Sason          | Ori Sason       |